# قرار مجلس الأمن التابع للأمم المتحدة رقم 1213
قرار مجلس الأمن التابع للأمم المتحدة رقم 1213، المتخذ بالإجماع في 3 كانون الأول / ديسمبر 1998، بعد إعادة التأكيد على القرار 696 (1991) وجميع القرارات اللاحقة بشأن أنغولا، بما في ذلك القرارات 846 (1993) و1127 (1997) و1173 (1998)، مدد المجلس الولاية بعثة مراقبي الأمم المتحدة في أنغولا للمرة الأخيرة حتى 26 فبراير 1999.
وأدان مجلس الأمن فشل يونيتا في تنفيذ المهام المتبقية من بروتوكول لوساكا بما في ذلك نزع السلاح من قواتها وبسط إدارة الدولة في جميع أنحاء البلاد. وأعرب عن قلقه لأن زعيم يونيتا، جوناس سافيمبي، لم يستجب لمقترحات الممثل الخاص للأمين العام لاستعادة عملية السلام. لقد كان هناك تأثير إنساني خطير نتج عن الجمود في عملية السلام والذي كان له عواقب على أمن البلد.
وأكد القرار من جديد أن السبب الرئيسي للأزمة السياسية في أنغولا يرجع إلى فشل يونيتا في الامتثال لالتزاماتها بموجب مختلف اتفاقات السلام وقرارات مجلس الأمن. وطالبت باستكمال نزع سلاح قواتها والانسحاب من الأراضي التي احتلتها بالوسائل العسكرية. لا يمكن أن يكون هناك حل عسكري للصراع وحث كلا الطرفين على السعي إلى تسوية سياسية. بالإضافة إلى ذلك، تم حث يونيتا على التعاون مع بعثة مراقبي الأمم المتحدة في أنغولا في سحب أفراد بعثة مراقبي الأمم المتحدة في أنغولا من أندولو وبايلوندو. ويجب تعزيز إنفاذ القانون واحترام حقوق الإنسان.
واستمرت الحالة الإنسانية في التدهور، بما في ذلك ارتفاع عدد المشردين داخلياً، وزيادة زرع الألغام. تم حث الحكومة الأنغولية وخاصة يونيتا على ضمان سلامة موظفي الأمم المتحدة والعاملين في المجال الإنساني والسماح بتوصيل المساعدات الإنسانية إلى السكان المتضررين، ووقف أنشطة زرع الألغام واحترام القانون الإنساني الدولي.
وأخيراً، طُلب إلى الأمين العام كوفي عنان أن يقدم تقريراً إلى المجلس في موعد أقصاه 15 كانون الثاني / يناير 1999 عن مستقبل بعثة مراقبي الأمم المتحدة في أنغولا ووجود الأمم المتحدة في أنغولا، وبشأن سبل تحسين فعالية العقوبات المفروضة على يونيتا في قرارات سابقة.

## روابط خارجية
- نص القرار في undocs.org